# Katja Taimela
Katja Alli Maarit Taimela, född Kuusisto 23 november 1974 i Vambula, är en finländsk socialdemokratisk politiker. Hon är ledamot av Finlands riksdag sedan 2007. Taimela är kock.
Taimela blev omvald i riksdagsvalet 2015 med 6 017 röster från Egentliga Finlands valkrets.